# الهام ملک‌پور
الهام ملک‌پور ارشلو (انگلیسی: Elham Malekpoor Arashlu) یا الهام ملک‌پور (انگلیسی: Elham Malepoor) شاعر، نویسنده و فعال حقوق بشر است. او در شهر کرمان در ایران متولد شده و نیمه‌بینا است.

## شرح حال
الهام در مرداد سال ۱۳۶۳ و در ایران متولد شد. او نیمه‌بینا است و از دانشگاه کرمان در رشتهٔ ادبیات فارسی فارغ‌التحصیل شده‌است. الهام تحصیلات تکمیلی خود را در دانشگاه یورک انگلیس ادامه داد و اکنون در هلند زندگی می‌کند. گرچه که ملک‌پور به عنوان فعال حقوق اقلیت‌های جنسی، روزنامه‌نگار و فعال حقوق زنان بسیار فعال است اما خود را به‌عنوان نویسنده و شاعر معرفی می‌کند.
ملک‌پور در شهریور ۱۳۹۰ به خاطر تهدیدهای جانی ایران را ترک کرد. او از سال ۱۳۹۴ عضو انجمن جهانی قلم در کشور هلند است.
الهام از سال ۲۰۱۵ تا ژوئیه ۲۰۱۸ عضو هیئت مدیرهٔ بنیاد ژوپی‌آ بود.

## کتاب‌ها
الهام اولین دفتر شعر خود را به نام «که جامائیکا هم کشوری است…» در سال ۱۳۸۵ در ایران منتشر کرد.
ملک‌پور همچنین نویسندهٔ کتاب «صندلی برای نشستن» «تاریخ‌نگاری گروه هومان» و «منقار در گوشت بی‌مهره» است. از مجموعه‌های منتشر شدهٔ دیگر او می‌توان به «چشم مسلح»، «گوشه‌بازی»، «بستنی» و «کتاب‌خور» اشاره کرد. او همچنین با اسم مستعار پرند شوشتری دفتر شعر «دستی‌ست که بر گردن یاری بوده‌است» را به چاپ رسانده‌است.